# Der neue Fimmel
Der neue Fimmel ist ein deutscher Kinderfilm der DEFA von Walter Beck aus dem Jahr 1960. Er beruht auf der gleichnamigen Filmerzählung von Friedel Hart.

## Handlung
Das Dorf Hangelin unter Bürgermeister Kallenbach erfüllt seinen Kindern viele Wünsche. Eine Schule wurde neu erbaut, und als sich zeigte, dass die Kinder gerne schwimmen und Segelboote bauen, erhielten sie einen Badeplatz. Nun folgen sie nach Meinung des Bürgermeisters einem „neuen Fimmel“: dem Fußballspiel. Vor allem sein Sohn, der 12-jährige Rudi Kallenbach, ist ein großer Fußballfan und verehrt den Spieler Kuddel Moll. Oft schleicht er sich heimlich ins in der Stadt gelegene Fußballstadion und sieht einem Spiel zu. Eines Tages verpassen Rudi und seine Freunde ihren Bus nach Hangelin. Der nächste geht erst in einer Stunde und so schauen sie sich ein Fußballspiel an. Anschließend stehen sie für ein Autogramm von Kuddel Moll Schlange und kehren erst am späten Abend per Pferdewagen in ihr Dorf zurück. Durch ihre Fußballbegeisterung haben Rudi und sein Freund Fritz die Trompetenprobe verpasst. Ihr Lehrer Berger, der auch das kleine Orchester leitet, sieht am nächsten Tag ein Foto von Rudi und seinen Freunden in der Lokalzeitung, das sie zusammen mit Kuddel Moll zeigt. Die Mitschüler sind empört, weil Rudi sie bei der Probe für ein Fußballspiel im Stich gelassen hat. Bald jedoch erfasst die gesamte Klasse die Begeisterung für den Fußball. Sie spielen nun regelmäßig auf der Kuhweide im Dorf, die jedoch von den Dorfbewohnern als Müllkippe genutzt wird. Einen Sportplatz zum Fußballspielen lehnt der Bürgermeister ab, sei Fußballspielen doch nur eine weitere Laune der Kinder.
Kuddel Moll versucht unterdessen, bei seinem Chef eine eigene Kinder- und Jugendmannschaft durchzusetzen, die er trainieren will. Sein Chef lehnte ab. Kuddel Moll wird von einem Training fortgerufen, soll er doch für die Werft, bei der er arbeitet, eine Fuhre nach Hangelin erledigen. Hier laufen ihm die fußballspielenden Kinder vor den Wagen und Kuddel Moll baut beim Ausweichen einen Unfall. Er verletzt sich am Fuß und Rudi und seine Freunde suchen ihn am folgenden Tag besorgt auf der Werft auf. Kuddel Moll erkennt sofort, dass er hier die Kinder vor sich hat, die er für eine eigene Jugendfußballmannschaft trainieren könnte. Kurze Zeit später steht die gesamte Klasse um Rudi vor ihm. Alle wollen Fußball spielen, doch will Kuddel Molls Chef davon nichts wissen. Erst eine Wette zwischen ihm und Kuddel Moll stimmt ihn um: Sollten Kuddel Molls Jungen ein Spiel gegen eine Mannschaft aus jungen Fußballern gewinnen, werden Rudi und seine Freunde in die BSG aufgenommen und dürfen weiter trainiert werden. Die Jungs sind begeistert, doch stellt Kuddel Moll eine Bedingung: Die schulischen Leistungen dürfen unter dem zwei Mal in der Woche stattfindenden Training nicht leiden. Wer eine 4 schreibt, wird solange aus der Mannschaft ausgeschlossen, bis sich seine Noten gebessert haben.
Rudi und Fritz sind zwar die besten im Team, jedoch auch die schlechtesten in der Schule. Beide erhalten bei der nächsten Mathearbeit eine 4 und müssen das Team verlassen. Fritz strengt sich in der Folge an, nimmt bei besseren Mitschülern Nachhilfe und lernt fleißig. Rudi hingegen ist sich sicher, dass er als Fußballer später kein Schulwissen braucht und seine Mannschaft sowieso nicht auf ihn verzichten kann. Er glaubt zu wissen, dass man ihn vor dem wichtigen Spiel ins Team holen wird, ohne dass seine schulischen Leistungen eine Rolle spielen. Er weiß nicht, dass Lehrer Berger in Kuddel Molls Pläne eingeweiht ist. Kurz vor dem Spiel bitten die Mitschüler Lehrer Berger darum, Rudi und Fritz zurück ins Fußballteam zu lassen. Er testet an beiden vor der Klasse ihre Mathematikkenntnisse. Während Fritz die gestellte Aufgabe lösen kann und zurück ins Team darf, versagt Rudi. Er muss am entscheidenden Tag auf der Tribüne Platz nehmen. Während des wichtigen Spiels liegen Rudis Freunde zunächst hinten und Rudi beginnt, seine Fußballschuhe zu schnüren. Er glaubt, Kuddel Moll werde ihn spielen lassen, um das Spiel und damit seine Wette zu gewinnen. Der lehnt jedoch ab. Rudis Freunde gewinnen am Ende auch ohne ihn und werden in die BSG aufgenommen. Auch Rudi soll BSG-Mitglied werden, sobald er wieder zum Team gehört. Rudi beginnt nun, für die Schule zu lernen.
Training im Dorf ist für die Kinder nicht möglich, da ihre Kuhweide wieder zur Müllkippe verkommen ist. In einer geheimen Nachtaktion räumen die Kinder den Müll von der Weide und stellen jedem Dorfbewohner seinen Abfall vor die Tür. Die Aktion sorgt am nächsten Morgen für ungläubige Gesichter. Die Dorfbewohner laden ihren Müll erneut auf ihre Pferdewagen und wollen ihn auf der Kuhweide abladen. Hier warten nicht nur die Kinder, sondern auch Bürgermeister Kallenbach. Er lädt die Dorfbewohner ein, gleich aktiv zu werden: Er hat erkannt, dass der Fußball nicht nur ein neuer Fimmel ist, und die Kuhweide zum neuen Fußballplatz erklärt. Alle Dorfbewohner sollen nun mit anpacken, sodass Kinder und Erwachsene zukünftig im Dorf Fußball spielen können. Die Kinder jubeln und die Erwachsenen beginnen spontan mit einem ersten Spiel auf der Weide.

## Produktion
Der neue Fimmel wurde ab 1959 unter dem Arbeitstitel Das Ei des Kolumbus gedreht. Die Kostüme schuf Helga Scherff, die Filmbauten stammen von Willy Schiller. Kamera-Assistent des Films war Gernot Roll und für die Dramaturgie war Joachim Plötner verantwortlich.
Der Film erlebte am 1. Juni 1960 seine Kinopremiere und wurde am 14. August 1961 im Rahmen der Sendung Wir treffen uns bei Prof. Flimmrich im Fernsehen ausgestrahlt. Am 13. Mai 1982 wurde er auf DDR 1 erstmals ohne Rahmenprogramm im Fernsehen der DDR gezeigt.
Paul R. Henker, Darsteller des Bürgermeisters, verstarb kurz nach der Premiere im Juni 1960. Die Kinderdarsteller des Films waren Thälmannpioniere aus den Bezirken Neubrandenburg, Rostock, Schwerin und Potsdam.

## Kritik
Die zeitgenössische Kritik bemängelte, dass dramaturgisch „richtig angelegte… Szenen“ und die filmische Interpretation dieser Szenen nicht immer adäquat seien. Dennoch überzeuge ein Großteil der Kinderdarsteller; der Film sei zudem streckenweise spannend und komme bei den jungen Zuschauern gut an.
Für den film-dienst war Der neue Fimmel ein „DEFA-Kinder- und Sportfilm, in zeittypisch didaktischer Manier inszeniert.“